# Istanbul-Kanal

Geplanter Verlauf des Istanbul-Kanals westlich des Bosporus

Der Istanbul-Kanal (türkisch Kanal İstanbul) ist ein von der türkischen Regierung für die Schifffahrt geplanter Kanal. Er soll im westlichen Teil von Istanbul parallel zum Bosporus verlaufen und das Schwarze Meer mit dem Marmarameer verbinden. Der Kanal soll 45 Kilometer lang sein. Er sollte ursprünglich im Jahr 2023 zum hundertsten Jahrestag der Gründung der Türkei fertiggestellt sein.

## Projekt
Bereits in der Vergangenheit hatten verschiedene Herrscher und Politiker die Idee, einen Kanal parallel zum Bosporus zu schaffen. Sowohl zur Zeit des Osmanischen Reiches als auch zuletzt von Bülent Ecevit im Jahr 1994 wurden derartige Überlegungen bekannt.
Am 27. April 2011 kündigte der damalige Premierminister Recep Tayyip Erdoğan an, das Schwarze Meer und das Marmarameer mit einem parallel zum Bosporus verlaufenden Schifffahrtskanal zu verbinden. Der neue Kanal solle ungefähr 40 bis 50 km lang werden und mit einer Breite von 150 m sowie einer Tiefe von 25 m sämtlichen Schiffstypen die Durchfahrt ermöglichen. Bei Karaburun soll die Wasserstraße ins Schwarze Meer münden.

## Projektfortschritt
Die Vor- und Machbarkeitsstudien begannen im April 2011.
Am 23. Dezember 2019 schloss das türkische Ministerium für Umwelt und Städtebau die Umweltverträglichkeitsprüfung positiv ab. Daher sollte nach Aussage Erdoğans die Ausschreibung für die Bauarbeiten „demnächst“ beginnen. Am selben Tag kündigte der Bürgermeister von Istanbul, Ekrem İmamoğlu, ein noch vor seiner Zeit unterzeichnetes Zusammenarbeitsabkommen zwischen Staat und Stadt. In einer am 25. Dezember ausgestrahlten Rede kritisierte er die Belastung für Natur und Bevölkerung sowie die enormen Kosten. Der offizielle Baubeginn erfolgte im Juni 2021 mit der Grundsteinlegung für eine erste Autobahnbrücke über den künftigen Kanal durch den Präsidenten Recep Tayyip Erdoğan.

## Kosten
Die Kosten für das Projekt wurden auf acht bis zehn Milliarden US-Dollar geschätzt, Mitte der 2010er Jahre war von bis zu 14 Milliarden Euro die Rede. Für die Realisierung des Projekts war eine öffentlich-private Partnerschaft im Gespräch. Ein ungenanntes russisches Unternehmen könnte den Bau finanzieren und dafür die Passagegebühren für einen bestimmten Zeitraum erhalten.

## Anlass und Motivation
Im Jahr 1936 durchquerten durchschnittlich 13 Schiffe pro Tag den Bosporus; 2012 waren es durchschnittlich 255 Schiffe pro Tag. Die Größe der Schiffe und damit die beförderte Ladungsmenge hat in dieser Zeit stark zugenommen, ebenso die Einwohnerzahl von Istanbul (von 750.000 auf 13,9 Mio. Einwohner).
Auf dem Bosporus ereigneten sich einige größere Schiffsunglücke:
- Am 14. Dezember 1960 kollidierten die Öltanker Peter Verovitz (Jugoslawien) und World Harmony (Griechenland) miteinander. Es gab 20 Tote und große Mengen an Öl liefen aus.
- Am 1. März 1966 kollidierten zwei sowjetische Öltanker (Lutsk und Kransky). Große Mengen an Öl liefen aus und verursachten den Brand der Fähre Kadıköy und des Kadıköy-Piers, des wichtigsten Piers im asiatischen Teil von Istanbul.
- Am 1. Juli 1970 kollidierte der italienische Öltanker Ancona mit einem Gebäude an der Küste. Dabei starben fünf Menschen.
- Am 15. November 1979 kollidierte der griechische Frachter Evriali an der südlichen Einfahrt zum Bosporus mit dem dort wartenden rumänischen Öltanker Independența. Beide Schiffe gerieten in Brand, nach Explosionen auf dem Tanker geriet dieser vor dem Hafen von Haydarpaşa auf Grund und brannte dort bis zum 14. Dezember weiter. Das Fahrwasser durch den Bosporus war zunächst gesperrt und später durch das Wrack behindert.
- Am 7. April 2018 kollidierte der Frachter Vitaspirit mit dem Ufer und verursachte schwere Schäden an der historischen Holzvilla Hekimbaşı Salih Efendi.[18]

Darüber hinaus ereignen sich jährlich viele kleinere Schiffsunglücke am Bosporus.

## Kritik und Reaktion
Kritik kommt von Politikern anderer Länder, die eine zu starke Kontrolle der Schifffahrt durch die Türkei befürchten, und von Umweltschützern. Türkische Behörden könnten Schlupflöcher im Vertrag von Montreux nutzen, um die Schifffahrt zur Nutzung des neuen kostenpflichtigen Kanals zu zwingen. Weiterhin könne nicht ausgeschlossen werden, dass mit dem Kanalneubau der unter anderem durch den Vertrag von Montreux geschaffene Status quo hinsichtlich des Transits von Militärgut und Kriegsschiffen in der gesamten Schwarzmeer- und der angrenzenden Kaukasus-Region geändert wird.
Der türkische Sender NTV berichtete, der Bau des Kanals werde geschätzt mehr als fünf Jahre dauern und 14 Milliarden Euro kosten. Experten warnen, er würde das Ökosystem und die Wasserversorgung von Istanbul gefährden und eines der letzten Waldgebiete nahe Istanbul zerstören. Die oppositionsgeführte Stadtverwaltung von Istanbul beschwert sich über den geplanten „Beton-Kanal“, der katastrophal für die Umwelt und schlecht für das Land sein werde. Der Kanal vernichte große Ackerflächen und Trinkwasserspeicher für Istanbul. Experten warnen zudem, die neue Wasserstraße könnte das ökologische Gleichgewicht im Marmarameer so schwer stören, dass alles Leben dort abstirbt. Die Situation des stark belasteten, durch die Einleitung ungeklärter Abwässer verunreinigten und zunehmend von Meeresschleim überwucherten Marmarameers würde sich durch Zufluss von Wasser aus dem ebenfalls stark belasteten Schwarzen Meer weiter verschlechtern, das Gewässer werde unrettbar umkippen. „Das Marmarameer ruft: ‚Ich sterbe'“, erklärte der angesehene Meeresgeologe Naci Görür von der türkischen Akademie der Wissenschaften. Der Bürgermeister von Istanbul Ekrem İmamoğlu bezeichnet die Pläne als „Alptraum“ und „Verrat an Istanbul“. Außerdem sei der Kanal in diesem Erdbeben-gefährdeten Gebiet selbst in Gefahr. Mit den rund 80 Milliarden US-Dollar des Kanal-Projekts könnte stattdessen der Erdbebenschutz der Region gestärkt werden.
Anfang April 2021 kritisierten 103 pensionierte Admirale in einem offenen Brief das Projekt und die geplante Kündigung des Vertrags von Montreux. Daraufhin leitete die türkische Generalstaatsanwaltschaft ein Ermittlungsverfahren gegen sie ein, zehn der Unterzeichner wurden festgenommen. Ihnen wird die Absicht vorgeworfen, „mit Gewalt und Zwang die verfassungsmäßige Ordnung zu beseitigen“.